# پر-اکسل آروسنیوس
پر-اَکسل آروسنیوس (سوئدی: Per-Axel Arosenius؛ ‏ ۷ نوامبر ۱۹۲۰ – ۲۱ مارس ۱۹۸۱) هنرپیشه اهل سوئد بود. از فیلم‌هایی که وی در آن نقش داشته‌است، می‌توان به برادران شیردل، توپاز، خانوم جولی، دلهره‌آور - فیلمی بی‌رحمانه و نقطه فروپاشی اشاره کرد.